# لازار ماريانوفيتش
لازار ماريانوفيتش (بالصربية: Лазар Марјановић)‏ هو لاعب كرة قدم صربي في مركز الوسط، ولد في 8 سبتمبر 1989 في نيش في صربيا. لعب مع زرينيسكي موستار ونادي بوراتس بانيا لوكا ونادي ديوسجوري.

## وصلات خارجية
- لازار ماريانوفيتش على موقع قاعدة بيانات كرة القدم.إي يو (الإنجليزية)
- لازار ماريانوفيتش على موقع Soccerbase.com (لاعب) (الإنجليزية)
- لازار ماريانوفيتش على موقع Soccerway.com (الإنجليزية)
- لازار ماريانوفيتش على موقع عالم كرة القدم.نت (الإنجليزية)